# Bariton (glas)
Bariton je tip muškog glasa koji se nalazi između basa i tenora. On je najčešći muški glas. Originalno s grčkog βαρυτονος, znači duboko (ili teško) zvučna glazba za ovaj glas obično pisana u rasponu od drugog F ispod malog C do F iznad srednjeg C (tj. F2-F4) u opernoj glazbi, iako može biti proširen u bilo koji kraj.